# 안산시 (랴오닝성)
안산시(중국어: 鞍山, 병음: Ānshān)는 중국 랴오닝성에서 3번째로 큰 도시이다. 안산은 랴오닝성의 중앙부에 있는 도시로 성도 선양에서 남쪽으로 92km 떨어져 있다. 안산은 랴오닝성의 서쪽 평원과 동쪽 산지의 경계에 있다. 면적은 9,249km2이고 인구는 332만 5,400명(2020)이다. 도시의 이름은 근처 산의 모양이 말의 안장을 닮은 데에서 유래되었다.
성 내에서는 대표적인 철강공업 도시로, 중국에서 2번째로 큰 철강 회사인 안산 강철의 본사가 있다.

## 역사
안산은 선사 시대부터 사람이 살았었다. 20세기 중반까지 이웃 도시인 랴오양에 가려져 별로 중요하지 않은 소도시로 남아있었다. 1587년에 명나라는 만주족에 대항하기 위해 안산을 요새화하였다. 도시는 의화단 운동 때 불태워졌고 러일전쟁 때 파괴되었다. 전쟁 후에 일본의 랴오닝에서 영향력을 얻게 되었고 이 지역의 산업화에 착수하게 되었다. 안산에는 선양과 다롄항을 연결하는 남만주 철도가 부설되었다. 만주사변 후에 일본은 만주 지방을 점령하였다. 안산은 만주국의 일부가 되었다. 안산은 새 산업 도시로 크게 성장하였다. 안산은 아시아에서 가장 큰 철강 생산지가 되었다.
1945년 일본의 패망 이후에 안산의 중국에 반환되었다. 그러나 안산은 국민당군과 공산당군의 내전의 장이 되었다. 1948년 2월 19일 안산은 인민군의 손에 들어가게 되었다.

## 경제
동북 지방은 중화인민공화국의 주요 산업 지역으로 지정되었다. 안산은 그 계획의 핵심이었다. 1948년 12월에 안산강철회사가 세워졌다. 전쟁으로 파괴되었던 안산의 철강 공장은 1949년 7월 9일에 새롭게 수리되고 재건되었다. 공장은 확장을 거듭하여 중국에서 가장 큰 철강회사가 되었다. 다른 산업들은 철강 공장과 관련된 석탄과 철, 다른 광물의 채굴이었다. 산업의 발전은 환경 오염을 불러오게 되었다. 제강소의 개방식 노는 엄청난 양의 먼지와 다른 오염들을 유발하였다. 안산은 철강 도시라는 명성과 동시에 오염된 도시라는 불명예도 안게 되었다.
철강 공장의 노 방식을 변화시키면서 생산은 늘어나고 오염은 줄게 되었다. 또한 새 방식의 노는 필요한 노동력을 감소시켰는데 이는 도시의 실업을 증가시키는 한 원인이 되었다. 안산은 최근에 관광업으로 도시의 경제를 일으키기 위해 노력하고 있다.

## 지리
안산은 랴오닝성 중부에 있다. 동경 122도 55분에서 123도 13분, 북위 40도 27분에서 41도 34분에 위치해 있다. 동북쪽은 차오양 현, 서쪽은 다와 현, 남쪽은 좡허, 펑청에 위치해 있다.
안산은 랴오둥 반도의 밑에 있는 도시에서, 동경 122도 55부에서 123도 13부, 북위 40도 27부에서 41도 34부까지 걸친다. 시의 면적은 9,252km2에 이른다(쳐, 시구 면적은 624km2). 남북의 길이는 175 km, 동서의 길이는 133 km. 안잔 시중심부로부터 성도·선양까지의 거리는 89 km, 항구도시 다롄에의 거리는 300 km이고, 잉커우의 항구까지의 거리는 120 km이다. 동쪽은 단둥, 북동은 랴오양시, 북쪽은 선양시, 서쪽은 판진시립대학현, 잉커우·다스차오시, 남쪽은 다롄·좡허시에 인접하고 있다.

### 기후
| 랴오닝성 안산시의 기후                                        | 랴오닝성 안산시의 기후 | 랴오닝성 안산시의 기후 | 랴오닝성 안산시의 기후 | 랴오닝성 안산시의 기후 | 랴오닝성 안산시의 기후 | 랴오닝성 안산시의 기후 | 랴오닝성 안산시의 기후 | 랴오닝성 안산시의 기후 | 랴오닝성 안산시의 기후 | 랴오닝성 안산시의 기후 | 랴오닝성 안산시의 기후 | 랴오닝성 안산시의 기후 | 랴오닝성 안산시의 기후 |
| 월                                                            | 1월                    | 2월                    | 3월                    | 4월                    | 5월                    | 6월                    | 7월                    | 8월                    | 9월                    | 10월                   | 11월                   | 12월                   | 연간                   |
| ------------------------------------------------------------- | ---------------------- | ---------------------- | ---------------------- | ---------------------- | ---------------------- | ---------------------- | ---------------------- | ---------------------- | ---------------------- | ---------------------- | ---------------------- | ---------------------- | ---------------------- |
| 역대 최고 기온 °C (°F)                                        | 8.9 (48.0)             | 17.5 (63.5)            | 21.0 (69.8)            | 30.2 (86.4)            | 34.7 (94.5)            | 36.5 (97.7)            | 36.7 (98.1)            | 36.0 (96.8)            | 32.6 (90.7)            | 29.2 (84.6)            | 22.7 (72.9)            | 15.5 (59.9)            | 36.7 (98.1)            |
| 일평균 최고 기온 °C (°F)                                      | −3.3 (26.1)            | 1.2 (34.2)             | 8.4 (47.1)             | 17.4 (63.3)            | 24.2 (75.6)            | 28.0 (82.4)            | 30.0 (86.0)            | 29.2 (84.6)            | 24.9 (76.8)            | 17.1 (62.8)            | 7.1 (44.8)             | −0.7 (30.7)            | 15.3 (59.5)            |
| 일일 평균 기온 °C (°F)                                        | −7.6 (18.3)            | −3.3 (26.1)            | 3.6 (38.5)             | 12.1 (53.8)            | 18.9 (66.0)            | 23.3 (73.9)            | 25.9 (78.6)            | 25.0 (77.0)            | 19.9 (67.8)            | 12.1 (53.8)            | 2.7 (36.9)             | −5.0 (23.0)            | 10.6 (51.1)            |
| 일평균 최저 기온 °C (°F)                                      | −11.2 (11.8)           | −7.1 (19.2)            | −0.5 (31.1)            | 7.5 (45.5)             | 14.1 (57.4)            | 19.0 (66.2)            | 22.3 (72.1)            | 21.4 (70.5)            | 15.5 (59.9)            | 7.7 (45.9)             | −1.1 (30.0)            | −8.6 (16.5)            | 6.6 (43.8)             |
| 역대 최저 기온 °C (°F)                                        | −26.9 (−16.4)          | −23.9 (−11.0)          | −24.0 (−11.2)          | −6.3 (20.7)            | 1.2 (34.2)             | 8.0 (46.4)             | 13.6 (56.5)            | 9.5 (49.1)             | 1.7 (35.1)             | −6.2 (20.8)            | −16.0 (3.2)            | −24.5 (−12.1)          | −26.9 (−16.4)          |
| 평균 강수량 mm (인치)                                         | 8.1 (0.32)             | 10.1 (0.40)            | 17.7 (0.70)            | 37.2 (1.46)            | 65.4 (2.57)            | 87.6 (3.45)            | 154.8 (6.09)           | 180.2 (7.09)           | 54.7 (2.15)            | 44.9 (1.77)            | 27.6 (1.09)            | 13.0 (0.51)            | 701.3 (27.6)           |
| 평균 강수일수 (≥ 0.1 mm)                                      | 3.6                    | 3.5                    | 4.6                    | 7.0                    | 8.5                    | 11.1                   | 13.2                   | 11.0                   | 7.5                    | 6.6                    | 5.2                    | 3.7                    | 85.5                   |
| 평균 강설일수                                                 | 5.7                    | 4.8                    | 4.2                    | 1.2                    | 0                      | 0                      | 0                      | 0                      | 0                      | 0.4                    | 4.3                    | 6.0                    | 26.6                   |
| 평균 상대 습도 (%)                                            | 53                     | 47                     | 45                     | 44                     | 49                     | 60                     | 71                     | 71                     | 61                     | 54                     | 54                     | 54                     | 55                     |
| 평균 월간 일조시간                                            | 186.1                  | 196.4                  | 236.2                  | 241.5                  | 270.5                  | 238.5                  | 213.6                  | 222.4                  | 236.3                  | 213.2                  | 173.1                  | 167.6                  | 2,595.4                |
| 가능 일조율                                                   | 62                     | 65                     | 64                     | 60                     | 60                     | 53                     | 47                     | 53                     | 64                     | 63                     | 59                     | 59                     | 59                     |
| 출처: 중국기상국 (평년값: 1991년~2020년, 극값: 1971년~2010년) |                        |                        |                        |                        |                        |                        |                        |                        |                        |                        |                        |                        |                        |

## 관광
- 옥불원 = 1996년 9월 3일 세계 최대 옥불상이 준공됐다. 1997년에는 기네스북에 등재됐다. 옥돌 한개로 불상을 조각해놓았다. 이 옥돌은 1960년 수암현에서 발견됐다. 옥돌의 높이는 8m, 너비 7m, 두께 4m이다. 옥돌 정면에는 석가모니상, 뒷면에는 관세음보살상을 조각했다.
- 탕강자 온천

## 주민
358만 4,000명의 주민들이 산다. 대부분이 한족이나 일부 만주족, 후이족, 먀오족, 좡족들도 거주한다.
| 민족이름              | 한족    | 만주족 | 후이족 | 몽골족 | 조선족 | 시버족 | 먀오족 | 투자족 | 좡족 | 다우르족 | 기타 민족 |
| --------------------- | ------- | ------ | ------ | ------ | ------ | ------ | ------ | ------ | ---- | -------- | --------- |
| 인구 수               | 3101473 | 504202 | 20005  | 8746   | 8101   | 1868   | 338    | 282    | 210  | 99       | 560       |
| 인구비율(%)           | 85.07   | 13.83  | 0.55   | 0.24   | 0.22   | 0.05   | 0.01   | 0.01   | 0.01 | 0.00     | 0.02      |
| 소수민족인구중비율(%) | ---     | 92.61  | 3.67   | 1.61   | 1.49   | 0.34   | 0.06   | 0.05   | 0.04 | 0.02     | 0.10      |

## 행정 구역

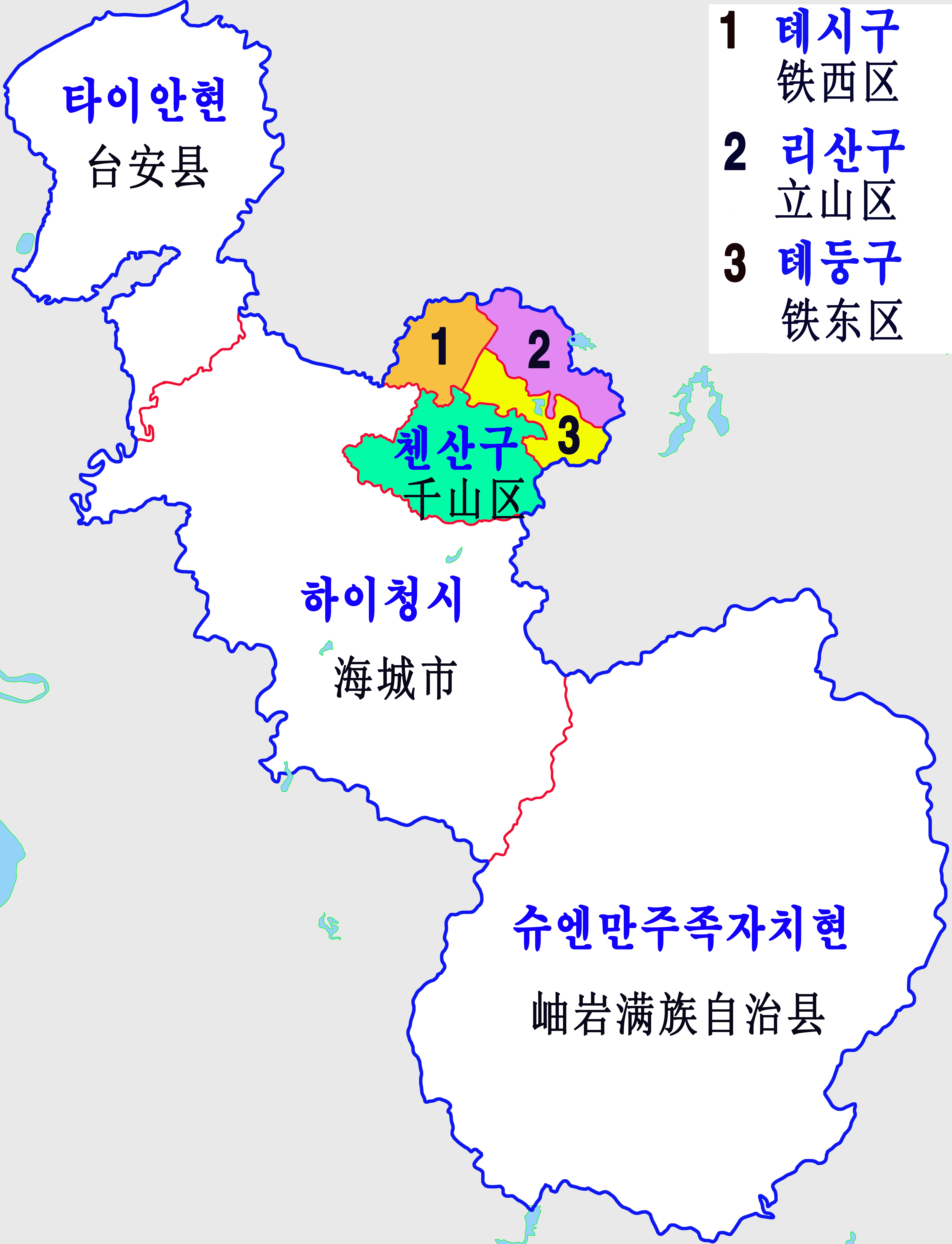
안산시 현급구역

4시할구와 1현급시 1현 1자치현을 관리한다.
시할구
- 톄둥 구(铁东区)
- 톄시 구(铁西区)
- 리산 구(立山区)
- 첸산 구(千山区)

현급시
- 하이청 시(海城市)

현
- 타이안 현(台安县)

자치현
- 슈옌 만주족 자치현(岫岩满族自治县)

## 방송
- JTBC 내 친구의 집은 어디인가 중국 편 장위안의 고향이기도 하다.

## 자매결연 도시
- 부르사
- 효고현 아마가사키시
- 경기도 안산시
- 경상남도 통영시
- 사우스요크셔주 셰필드